# محمد مصطفى أرسلان
محمد مصطفى أرسلان (1873 - 13 أبريل 1909) سياسي ودبلوماسي لبناني في الدولة العثمانية.  ينتمي إلى عائلة أرسلان الدرزية المعروفة من أهل الشويفات. ولد في بيروت درس فيها بالمدرسة البطريركية ثم كلية القديس يوسف للآباء اليسوعيين، وتخرج في المكتب الملكي بالآستانة وولّي عدة وظائف دبلوماسية وسياسية. تعرض للاغتيال بسبب هدف خطأ وهو خارج من المجلس في الآستانة.

## سيرته
ولد محمد بن مصطفى بن أمين بن عباس أرسلان سنة 1873 في بيروت وتلقى دروسه في المدرسة البطريركية مع أخيه الأمير أمين، ثم أكمل دراسته في كلية القديس يوسف للأباء اليسوعيين وفي مدرسة عينطورة ثم في المكتب الملكي في الآستانة وعيّن بعد تخرجه برتبة قائمقام المتخرجين وكانت له براعة فائقة في اللغة الفرنسية، حتى كان يعدّ من الكتبة المبرزين فيها.

أول وظيفة تولاها في عاصمة السلطنة كانت معاونة مدير القلم المخصوص في نظارة الخارجية، وكان المدير في ذلك حين يوسف باشا فرنكو الذي عيّن بعدئذٍ في بلغراد، ثم عيّن مستشاراً فيها. ولما نشر الدستور 1908 استقال من المستشارية وعاد إلى وطنه، فما لبث أن انتخب في‌ مجلس الأمة عن سنجق اللاذقية من أعمال ولاية بيروت، وشخص إلى الآستانة، وكان معهوداً إليه في‌ مجلس النواب كتابة الرسائل والبرقيات إلى ملوك أوروبا ومجالسها النيابية، وكانت الحكومة توفده إلى السفارات في المفاوضات السياسية لتضلّعه من اللغة الفرنسية كما ذكرنا،‌ ثم انتخب عضواً في اللجنة الداخلية لمجلس الأمة، ثم عضواً في اللجنة الخارجية، ثم رئيسا لها. وأحرز عدداً من الأوسمة الرفيعة العثمانية والأجنبية. 

## اغتياله
في‌ 13 نيسان 1909 اغتيل وهو خارج من المجلس في الآستانة برصاصة مجرم كان يتربص شراً بحسين جاهد باشا أحد أعضاء المجلس، فقُتل الأمير محمداً خطأ بسبب الشبه القائم بين الرجلين، ونُقل جثمانه إلى بيروت، «فكان له استقبال حاشد، غصّت فيه الشوارع بالجماهير من المرفأ إلى الجامع العمري كأنما هم قطعة واحدة،‌ ومشي على رأسهم والده الأمير مصطفى، والمتصرف فرنكو باشا، وكبار شخصيات الدولة.